# Novorozivka, Bârzula
Novorozivka (în ucraineană Новорозівка) este un sat în comuna Ocna din raionul Bârzula, regiunea Odesa, Ucraina.

## Demografie
Componența lingvistică a localității Novorozivka
     Ucraineană (62,5%)
     Rusă (25%)
     Română (12,5%)
Conform recensământului din 2001, majoritatea populației localității Novorozivka era vorbitoare de ucraineană (62,5%), existând în minoritate și vorbitori de rusă (25%) și română (12,5%).